# Aulnois-sous-Vertuzey
Pour les articles homonymes, voir Aulnois et Vertuzey.
Aulnois-sous-Vertuzey est une commune associée du département de la Meuse, en région Grand Est.

## Géographie

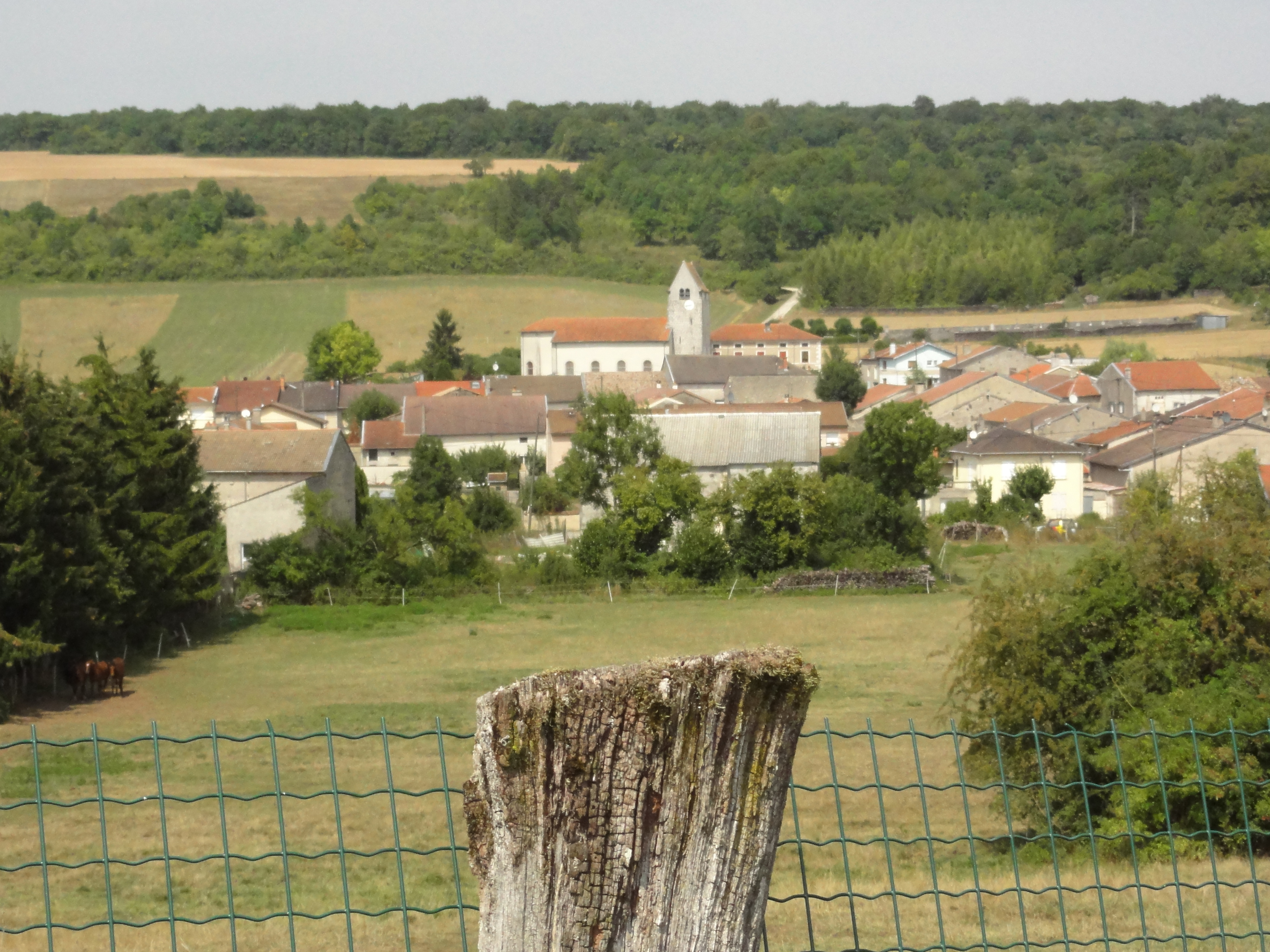
Vue générale.

## Toponymie
Selon Durival, ce village se nommait anciennement Vassimont. Son nom actuel, Aulnois-sous-Vertuzey, est apparu en 1801.
Au cours de son histoire, il fut également mentionné sous les appellations suivantes : Aunoy (1248, 1302 et 1305), Aunoy et Vertizeil (1334), Aulnoy (1571), Alnetum (1707), Aunois (1711), Aulnoy sous Vertuzey (1793),.

## Histoire
Ce village faisait partie du Barrois non mouvant avant 1790. Sur le plan spirituel, il dépendait du diocèse de Toul (archid. de Ligny, doyenné de Meuse-Commercy) en tant qu'annexe de Vertuzey.
Le 1er janvier 1973, la commune d'Aulnois-sous-Vertuzey est rattachée à celle d'Euville sous le régime de la fusion-association.

## Lieux et monuments

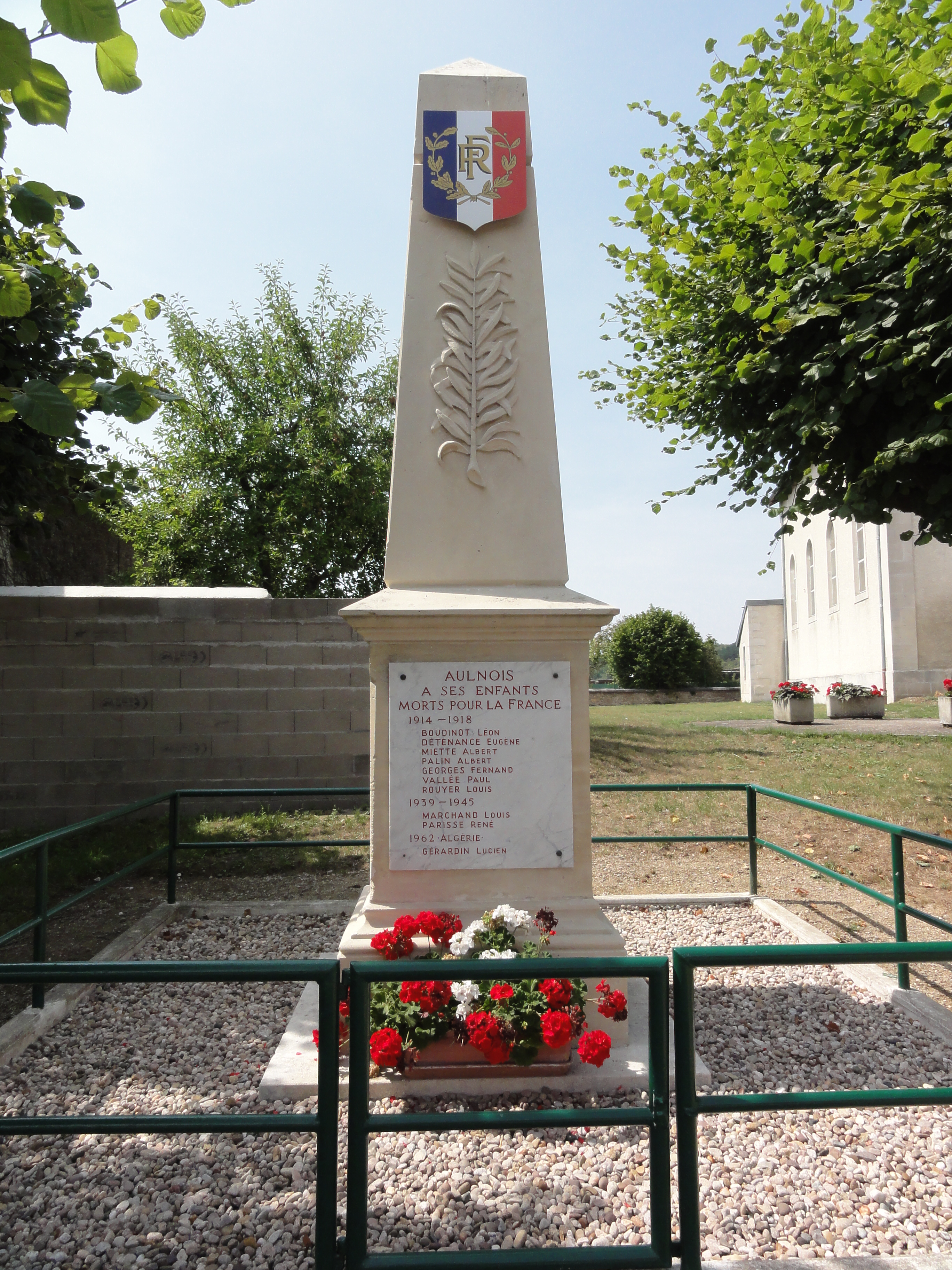
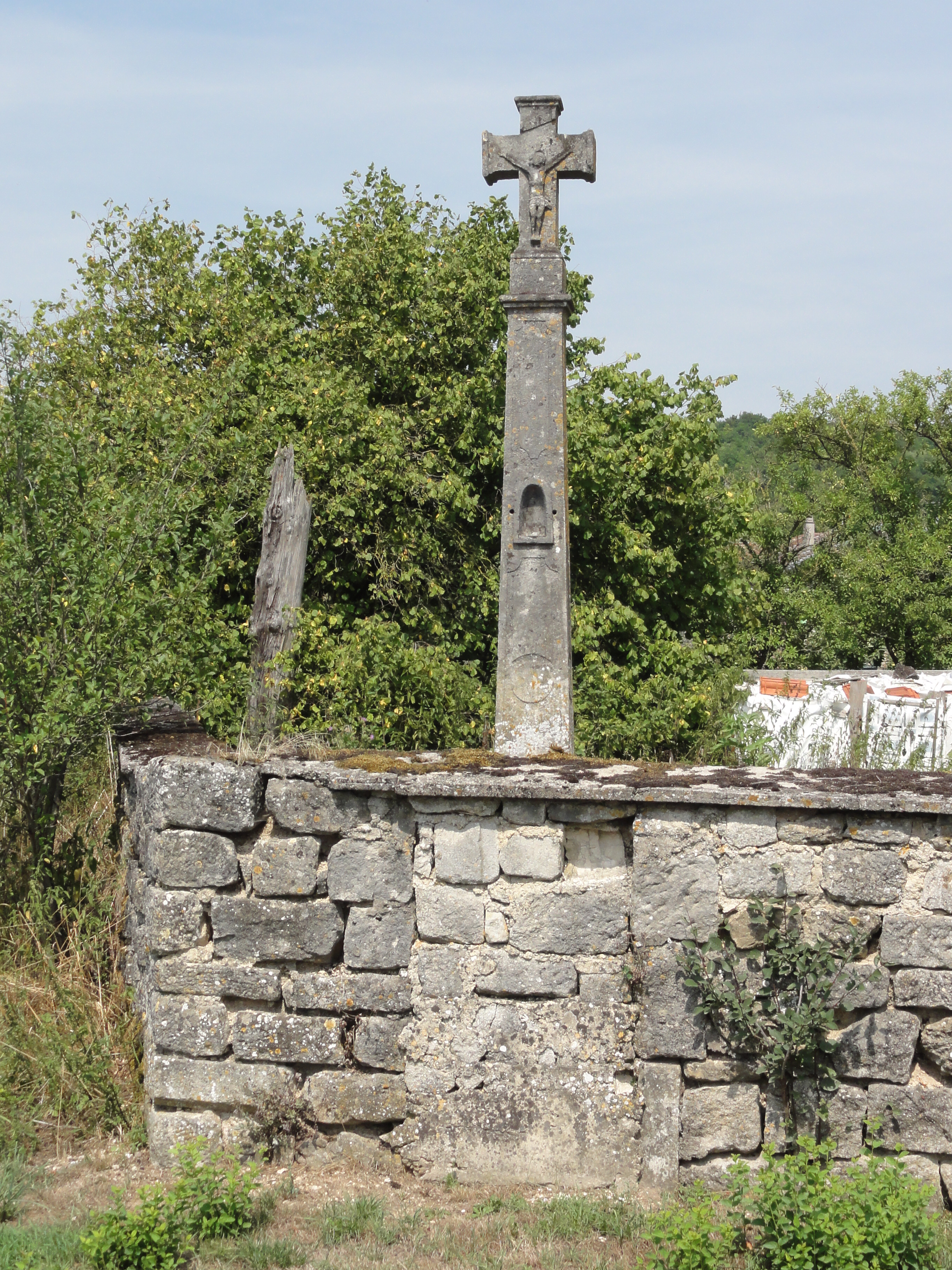
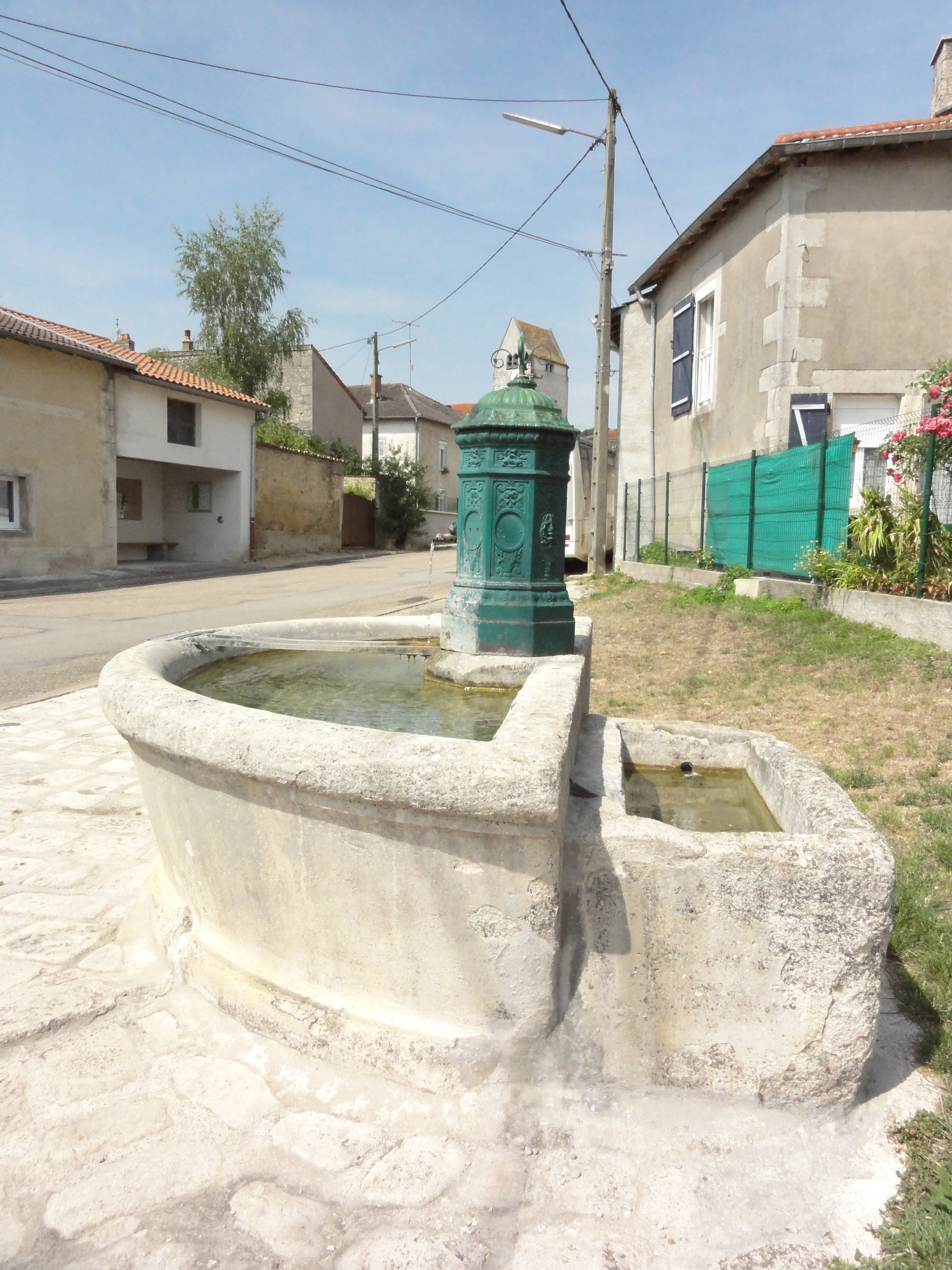

### Église Saint-Sébastien

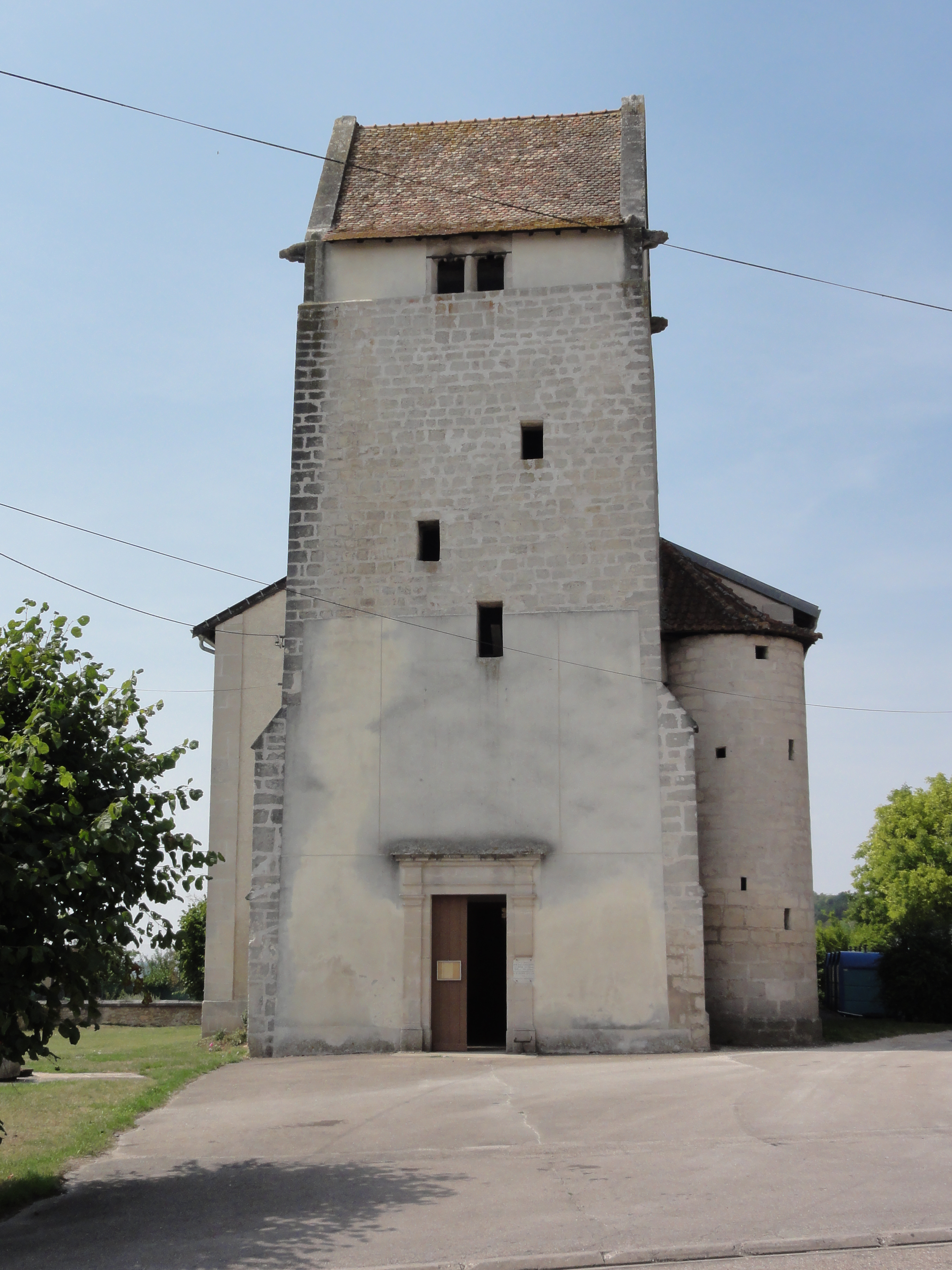

## Administration
| Période                                  | Période | Identité          | Étiquette | Qualité |
| ---------------------------------------- | ------- | ----------------- | --------- | ------- |
| avant 2002                               | ?       | Denis Demange     |           |         |
|                                          |         | Jean-Marc Collard |           |         |
| Les données manquantes sont à compléter. |         |                   |           |         |

## Démographie
| 1806 | 1821 | 1831 | 1836 | 1841 | 1846 | 1851 | 1856 | 1861 |
| ---- | ---- | ---- | ---- | ---- | ---- | ---- | ---- | ---- |
| 373  | 398  | 400  | 415  | 399  | 399  | 412  | 392  | 377  |

| 1866 | 1872 | 1876 | 1881 | 1886 | 1891 | 1896 | 1901 | 1906 |
| ---- | ---- | ---- | ---- | ---- | ---- | ---- | ---- | ---- |
| 384  | 376  | 337  | 315  | 313  | 278  | 297  | 265  | 263  |

| 1911 | 1921 | 1926 | 1931 | 1936 | 1946 | 1954 | 1962 | 1968 |
| ---- | ---- | ---- | ---- | ---- | ---- | ---- | ---- | ---- |
| 249  | 254  | 237  | 210  | 217  | 216  | 206  | 236  | 215  |